# Spaniacris deserticola
Spaniacris deserticola är en insektsart som först beskrevs av Bruner, L. 1906.  Spaniacris deserticola ingår i släktet Spaniacris och familjen Romaleidae. Inga underarter finns listade i Catalogue of Life.